# Оскар Фрејсингер
Оскар Фрејсингер (Сијер, 12. јун 1960) је швајцарски политичар и књижевник. Од 2003. је члан Државног савета Швајцарске.

## Биографија
Члан је Удружења књижевника Србије.